# Raifatuk
Raifatuk ist eine osttimoresische Aldeia im Suco Leolima (Verwaltungsamt Balibo, Gemeinde Bobonaro). 2015 lebten in der Aldeia 377 Menschen.

## Geographie
Raifatuk liegt im Osten des Sucos Leolima. Nordöstlich befindet sich die Aldeia Bour und nordwestlich die Aldeia Faturui. Im Norden grenzt Raifatuk an den Suco Hataz, im Südwesten an den Suco Balibo Vila und im Süden an den Suco Leohito. Südöstlich liegt am anderen Ufer des Flusses Nunura der Suco Tapo/Memo. Der kleine Fluss Mukuki folgt der Grenze zu Hataz. Der Laecouken durchquert von Westen kommend den Süden von Raifatuk, bevor er in Bour den Nunura erreicht. Im Zentrum liegen die Berge Foho Leolima (Lage) mit 453 m und der Foho Dumaunlow (Lage) mit 313 m.
Am Nordufer des Laecouken liegt der Ort Diruana (Raifatuk), mit dem Sitz des Sucos und einer Grundschule. Nordwestlich steht eine Sendeanlage der Telemor. Südlich des Flusses befinden sich an der Überlandstraße von Batugade nach Maliana die Dörfer Raifatukleten („Unter-Raifatuk“) und am Ufer des Nunura Sosoana. Westlich von Raifatukleten liegt ein Steinbruch. An der Südspitze des Sucos befindet sich an der Brücke über den gleichnamigen Fluss der Ort Nunura.

## Politik
2023 wurde Saturlino Maia zum Chefe de Aldeia gewählt.